# Bring the Family
År 1987 hade John Hiatt lämnat sitt vilda liv med alkohol och andra droger bakom sig, och var på jakt efter nytt skivkontrakt. Vid ett tillfälle fick han frågan om hur hans drömuppställning av ett band skulle se ut. Hans svar blev Jim Keltner på trummor, Nick Lowe på basgitarr och Ry Cooder på gitarr. Till hans stora förvåning var alla tre villiga att ställa upp som musiker på albumet Bring The Family som skulle bli Hiatts i särklass största framgång dittills.
Skivan spelades in på bara fyra dagar, 17-20 februari 1987, i en studio i Los Angeles och släpptes på A&M Records i maj 1987. Efter den oväntade framgången med Bring The Family bildade de fyra musikerna supergruppen Little Village 1992. Man spelade in ett självbetitlat album, men magin från fem år tidigare var borta och gruppen upplöstes efter att de kommersiella framgångarna uteblev. Alla fyra har dock fortsatt starka karriärer på respektive håll.

## Låtlista
Alla låtar är skrivna av John Hiatt.
1. "Memphis in the Meantime" – 3:59
2. "Alone in the Dark" – 4:46
3. "Thing Called Love" – 4:16
4. "Lipstick Sunset" – 4:13
5. "Have a Little Faith in Me" – 4:05
6. "Thank You Girl" – 4:11
7. "Tip of My Tongue" – 5:52
8. "Your Dad Did" – 4:03
9. "Stood Up" – 5:58
10. "Learning How to Love You" – 4:10

## Medverkande
- John Hiatt — Sång, gitarr
- Ry Cooder — Gitarr, elgitarr, sitar, bakgrundssång
- Nick Lowe — Basgitarr, bakgrundssång
- Jim Keltner — Trummor

Andra medverkande:
- John Chelew - Producent